# Адольфин (Радомский повет)
Адольфин (пол. Adolfin) — село в Польше, в Гмина Пёнки, в Радомский повят, Мазовецкое воеводство. Расположено примерно в 5 км к западу от центра гмины села Пёнки, в 17 км к северо-востоку от Радома, и 88 км южнее Варшавы.
С 1845 по 1915 год входило в состав Радомской губернии Царства Польского Российской империи.
В 1957—1975 годах административно подчинялась Кельцкому воеводству, затем в 1975—1998 годах — Радомскому воеводству.
Согласно Национальной переписи населения и жилого фонда 2011 года, население села Адольфин составляло 565 человек, из которых 47,3 % составляли женщины, а 52,7 % — мужчины.